# كين جونز (لاعب اتحاد الرغبي)
كين جونز (بالإنجليزية: Ken Jones) (و. 1921 – 2006 م) هو لاعب اتحاد الرغبي، ومنافس ألعاب قوى، من المملكة المتحدة لبريطانيا العظمى وأيرلندا، شارك في الألعاب الأولمبية الصيفية 1948، يلعب كجناح ‏، توفي في نيوبورت، عن عمر يناهز 85 عاماً.

## التعليم
تعلم في جامعة لوفبرا.

## الخدمة العسكرية
خدم في سلاح الجو الملكي.

## جوائز
حصل على جوائز منها:
- نيشان الامبراطورية البريطانية من رتبة ضابط.

## روابط خارجية
- كين جونز عل موقع إسبنسكروم (الإنجليزية)
- كين جونز على موقع أوليمبيديا (الإنجليزية)
- كين جونز على موقع اللجنة الأولمبية البريطانية (الإنجليزية)
- كين جونز على موقع اتحاد ألعاب الكومنولث (مؤرشف) (الإنجليزية)